# Mateus II de Constantinopla
Mateus II de Constantinopla (em grego: Ματθαῖος Β΄; m. 1603) foi patriarca ecumênico de Constantinopla três vezes, durante um breve período em 1596, entre 1598 e 1602 e por uns poucos dias em 1603.

## História
Membro da comunidade dos aromanos (valáquios), Mateus nasceu na vila de Kleinovo (agora parte de Kalabaka, na Grécia) e tornou-se bispo metropolitano de Joanina. No início de 1596, foi eleito patriarca de Constantinopla, mas a eleição não foi reconhecida porque o Santo Sínodo que o elegeu não estava completo; por causa disto, depois de vinte dias, Mateus foi forçado a renunciar e a se mudar para Monte Atos.
Em abril de 1598, Mateus foi eleito novamente. Durante seu patriarcado, Mateus transferiu a sé patriarcal da Igreja de São Demétrio Xyloportas, utilizada desde 1597, para a simples igreja do mosteiro feminino de São Jorge em Fener (Phanar), onde ela permanece até hoje com o nome de Catedral de São Jorge. O distrito de Phanar passou então a ser reconhecido como o centro da vida greco-cristã de Istambul. Mateus permaneceu no trono até janeiro de 1602, quando retornou para Monte Atos.
Uma vez mais, Mateus ascendeu ao trono em janeiro de 1603 e reinou por meros dezessete dias, seja por ter morrido ou, segundo outras fontes, por ter novamente se retirado para Monte Atos, onde morreu no mesmo ano.
Mateus foi responsável por canonizar o beato Filoteu (Philotei), que foi martirizado em 1589 em Atenas.